# Dictyoceratida
Dictyoceratida is een orde van sponsdieren uit de klasse van de Demospongiae (gewone sponzen).

## Families
- Dysideidae Gray, 1867
- Irciniidae Gray, 1867
- Spongiidae Gray, 1867
- Thorectidae Bergquist, 1978
- Verticillitidae Steinmann, 1882